# Foholau
Foholau (Fohulau) ist ein osttimoresischer Suco im Verwaltungsamt Turiscai (Gemeinde Manufahi).

## Geographie
Vor der Gebietsreform 2015 hatte Foholau eine Fläche von 17,58 km². Nun sind es 20,58 km². Der Suco liegt im Südosten des Verwaltungsamts Turiscai. Nördlich befindet sich der Suco Matorec, westlich der Suco Beremana und südlich der Suco Orana. Im Osten grenzt Foholau an das Fatuberlio mit seinem Suco Caicassa. Der Fluss Ahangcain durchquert den Suco von Norden als Limetain kommend nach Süd und bildet auch einen Teil der Grenze zu Orana. Der Fluss gehört zum System des Südlichen Laclós.
Größere Straßen, die den Suco mit der Außenwelt verbinden, fehlen. So mussten für die Parlamentswahlen in Osttimor 2007 die Wahlurnen zum Wahllokal im Sitz des Suocs mit einem Hubschrauber hingebracht und wieder abgeholt werden. Im Osten liegen die Dörfer Tarabula und Fatulelo. Hier gibt es auch eine Grundschule und eine medizinische Station.
Im Suco befinden sich die drei Aldeias Leubuti  (Leobuti), Lutarmata und Tarabula.

## Einwohner
Im Suco leben 269 Einwohner (2022), davon sind 141 Männer und 128 Frauen. Im Suco gibt es 59 Haushalte. Fast 83 % der Einwohner geben Isní als ihre Muttersprache an. Über 13 % sprechen Mambai und über 3 % Tetum Prasa.

## Geschichte
Das Reich von Foholau wurde 1883 vom portugiesischen Gouverneur Bento da França Pinto de Oliveira der 8º Comando militar de Alas zugeordnet.
Während des Bürgerkriegs zwischen FRETILIN und UDT 1975 griffen FRETILIN-Kämpfer im September die Aldeia Leubuti an. Die Bewohner, zumeist Anhänger der APODETI, flohen in die Wälder. Drei von ihnen wurden getötet. Andere wurden nach Turiscai gebracht und mussten dort auf den Feldern arbeiten.
1975 marschierten die Indonesier in Osttimor ein. Der Widerstand der FRETILIN und ihres militärischen Arms, der FALINTIL, formierte sich in den Bergen, auch in Turiscai. 1978 griffen die Indonesier Foholau und weitere Sucos in Turiscai an. Häuser und Getreidespeicher wurden niedergebrannt. Die Einwohner flohen nach Süden in Richtung Alas und Fatuberlio. 90 starben durch Hunger und Krankheiten. 150 von ihnen wurden eingefangen und wieder zurückgebracht.

## Politik
Bei den Wahlen von 2004/2005 wurde Alberto Tilman zum Chefe de Suco gewählt. Bei den Wahlen 2009 gewann Paulo Sousa Pereira und 2016 Natalino Barbosa.